# Brine (Neuenburgersee)
Die Brine (oder Brinaz) ist ein rund acht Kilometer langer Zufluss des Neuenburgersees im Kanton Waadt. Sie entwässert einen Abschnitt des Hügelgebietes am Jurasüdfuss. Der Bach liegt im Flusssystem der Thielle und der Aare und gehört damit zum Einzugsgebiet des Rheins.

## Geographie

### Verlauf
Das Quellgebiet der Brine befindet sich im Feuchtgebiet Les Marches in der Hügellandschaft sechs Kilometer nördlich von Orbe auf dem Gebiet der Gemeinde Champvent. Bei der Urbarisierung eines Sumpfes am Oberlauf wurde der Quellbach ein Stück weit eingedolt.
Der Verlauf der Brine in nordöstlicher bis östlicher Richtung stellt geologisch gesehen eine Anomalie dar, weil das Tal ungefähr parallel zur Richtung des Juragebirges liegt und nicht wie bei andern Gewässern auf kurzem Weg den Abhang zur Ebene durchquert. Statt auf direktem Weg zum Talfluss Orbe hinunter fliesst die Brine nördlich von dieser gegen Nordosten und mündet direkt in den Neuenburgersee. Die besondere Lage des Flusstales wird mit Erosionsprozessen in den verschiedenen Molasseschichten des Untergrundes und der Ausrichtung eiszeitlicher Moränen erklärt.
Der Bach fliesst drei Kilometer weit durch ein teilweise bewaldetes Tal gegen Nordosten. In der Nähe der Ortschaft Peney münden die Seitenbäche Râpaz, Ruisseau des Crêts und Napettaz in die Brine. Der flache Talabschnitt trug früher den Flurnamen L’Etang, was darauf hindeutet, dass dort einst ein Weiher lag; mit der Verteilung der Besitzrechte an dieser Fläche ist gewiss der auffällige Verlauf der Gemeindegrenzen in der Niederung zu erklären; heute hat die Stelle den Namen La Tuilière.
Die Brine fliesst nun in einem schmalen Tal gegen Osten. Westlich der Ortschaft Essert-sous-Champvent überquert beim Weiler Clos des Ponts die Hauptstrasse 151, die Yverdon-les-Bains mit Sainte-Croix verbindet, den Bach. Daneben führt ein Fussweg mit einer Holzbrücke über das Bachbett. Über zwei Kilometer liegt das nun nach Osten ausgerichtete Tal der Brine zwischen den Gemeinden Valeyres-sous-Montagny und Montagny-près-Yverdon. Auf dem Berg südlich des Tales steht die Ruine der Burg Montagny.
In der Siedlung La Brinaz, deren Name vom Gewässer abgeleitet ist und die sich aus einer ehemaligen Sägerei am Bach zu einem Wohnquartier der Agglomeration von Yverdon entwickelt hat, überqueren eine Lokalstrasse, ein Fusssteg, die Schmalspurbahn Chemin de fer Yverdon–Ste-Croix und die Brücke Viaduc de la Brine der Autobahn A5 den Bach. Dessen Lauf bildet danach über fast einen Kilometer die Grenze zwischen Montagny-près-Yverdon und Grandson. Die Hauptstrasse 5, die Jurafusslinie der SBB und zwei Flurwege überqueren den Bach in der Ebene. Über die letzte schmale Brücke verläuft der überregionale Radwanderweg mit der Jurasüdfuss-Route und der Route Nord Vaudois-Jura. Der Bach durchquert schliesslich über 400 Meter ein Wald- und Feuchtgebiet und mündet dann, 100 Meter nördlich des Nachbarflusses Bey, in den Neuenburgersee.

### Einzugsgebiet
Das 13,98 km² grosse Einzugsgebiet der Brine wird durch sie über den Zihlkanal, die Aare und den Rhein zur Nordsee entwässert.
Es besteht zu 28,1 % aus bestockter Fläche, zu 62,4 % aus Landwirtschaftsfläche, zu 9,3 % aus Siedlungsfläche und zu 0,2 % aus unproduktiven Flächen.
Die Flächenverteilung
Die Mittlere Höhe des Einzugsgebietes beträgt 541 m ü. M.

### Zuflüsse
- Ruisseau de la Râpe (links), 2,3 km, 2,38 km²
- Ruisseau des Crêts (links), 2,4 km, 2,3 km²
- Ruisseau des Vernes (links), 2,3 km, 2,04 km²
- La Baumaz (links), 0,5 km[10]

## Hydrologie
An der Mündung der Brine in den Neuenburgersee beträgt ihre modellierte mittlere Abflussmenge (MQ) 220 l/s und ihr Abflussregimetyp ist pluvial jurassien.
Der  modellierte monatliche mittlere Abfluss (MQ) der Brine in l/s

## Wasserbau
Im 16. Jahrhundert diente ein aus der Brine abgeleiteter Kanal zur Bewässerung von Gärten in der Nähe der Stadt Yverdon. Weil Hochwasser Schäden in den Kulturen anrichteten, liess die Stadt um 1590 den Bach wieder in den ursprünglichen Lauf umlegen.
Korrektionsarbeiten am letzten Abschnitt der Brine fanden von 1859 bis 1861 statt. Als durch die Absenkung des Seespiegels bei der Ersten Juragewässerkorrektion eine neue Uferzone am Seeufer bei Yverdon entstand, wurde um 1870 das Flussbett der Brine dort mit einem geraden, gemauerten Kanal von einem halben Kilometer Länge hindurchgeführt. Die Landfläche dehnt sich wegen der Sedimente der vielen Zuflüsse bei Yverdon weiterhin stetig gegen Osten aus, womit auch der Mündungsabschnitt der Brine allmählich etwas länger wird.
1987 verursachte ein Hochwasser der Brine eine verheerende Überschwemmung bei Valeyres und Montagny. Daraufhin plante der Kanton Waadt einen naturnahen Umbau des Gewässers. Von 2017 bis 2021 liess er die Seitenmauern des Kanals aus dem 19. Jahrhundert abbrechen und die Seitendämme entfernen. Der Fluss erhielt ein breiteres Gerinne und mehr Platz für die dynamische Veränderung des Gebiets im Auwald am Seeufer.

## Schutzgebiete
Die flache natürliche Uferlandschaft bei der Brinemündung mit einem weiten Feld von Schilfröhricht liegt in der Auenlandschaft Les Grèves d’Yverdon-des Tuileries, die im Bundesinventar der Auengebiete von nationaler Bedeutung aufgeführt ist, und im 10 Hektaren grossen national bedeutenden Amphibienlaichgebiet Les Vernes. Das Ufergebiet ist unter der Bezeichnung Bois des Vernes et littoral entre Yverdon et Grandson ein Naturschutzgebiet des Kantons Waadt und gehört ausserdem zum geschützten Seeabschnitt Grandson jusqu’à Champ-Pittet, einem Wasser- und Zugvogelreservat von internationaler Bedeutung und Smaragd-Gebiet, das auch als Important Bird Area ausgezeichnet ist.